# ディファ空港
ディファ空港（Diffa Airport）は、ニジェールのディファ州州都ディファにある空港。